# Landtagswahlkreis Sangerhausen
Der Landtagswahlkreis Sangerhausen (Wahlkreis 31) ist ein Landtagswahlkreis in Sachsen-Anhalt. Er umfasste zur Landtagswahl in Sachsen-Anhalt 2021 vom Landkreis Mansfeld-Südharz die Einheitsgemeinden Mansfeld, Sangerhausen und Südharz sowie die Verbandsgemeinde Goldene Aue mit den Gemeinden Berga, Brücken-Hackpfüffel, Edersleben, Kelbra (Kyffhäuser) und Wallhausen.
Der Wahlkreis wird in der achten Legislaturperiode des Landtages von Sachsen-Anhalt von Matthias Redlich vertreten, der das Direktmandat bei der Landtagswahl am 6. Juni 2021 mit 35,0 % der Erststimmen erstmals gewann. Davor wurde der Wahlkreis von 2016 bis 2021 von Andreas Gehlmann vertreten.

## Wahl 2021
Im Vergleich zur Landtagswahl 2016 wurde der Zuschnitt des Wahlkreises nicht verändert. Auch Name und Nummer des Wahlkreises wurden nicht geändert.
Es traten sieben Direktkandidaten an. Von den Direktkandidaten der vorhergehenden Wahl trat nur Andreas Gehlmann erneut an. Matthias Redlich gewann mit 35,0 % der Erststimmen erstmals das Direktmandat.
|                   |                      | Erst- stimmen | Erst- stimmen | Zweit- stimmen | Zweit- stimmen |
| Bewerber          | Partei               | Anzahl        | %             | Anzahl         | %              |
| ----------------- | -------------------- | ------------- | ------------- | -------------- | -------------- |
| Wahlberechtigte   | Wahlberechtigte      | 44.992        | 100,0         | 44.992         | 100,0          |
| Wähler            | Wähler               | 27.381        | 60,9          | 27.381         | 60,9           |
| Ungültige Stimmen | Ungültige Stimmen    | 594           | 2,2           | 495            | 1,8            |
| Gültige Stimmen   | Gültige Stimmen      | 26.787        | 97,8          | 26.886         | 98,2           |
| davon             |                      |               |               |                |                |
| Matthias Redlich  | CDU                  | 9.386         | 35,0          | 10.418         | 38,7           |
| Andreas Gehlmann  | AfD                  | 7.217         | 26,9          | 6.599          | 24,5           |
| Carola Kunde      | DIE LINKE            | 3.782         | 14,1          | 2.931          | 10,9           |
| Leon Bergner      | SPD                  | 2.324         | 8,7           | 2.116          | 7,9            |
| Waldemar Cug      | GRÜNE                | 854           | 3,2           | 813            | 3,0            |
| Karsten Pille     | FDP                  | 2.134         | 8,0           | 1.610          | 6,0            |
| –                 | FREIE WÄHLER         | –             | –             | 410            | 1,5            |
| –                 | NPD                  | –             | –             | 83             | 0,3            |
| –                 | Tierschutzpartei     | –             | –             | 304            | 1,1            |
| –                 | Tierschutzallianz    | –             | –             | 74             | 0,3            |
| –                 | LKR                  | –             | –             | 10             | 0,0            |
| –                 | Die PARTEI           | –             | –             | 185            | 0,7            |
| –                 | Gartenpartei         | –             | –             | 173            | 0,6            |
| Silke Seifert     | FBM                  | 1.090         | 4,1           | 350            | 1,3            |
| –                 | TIERSCHUTZ hier!     | –             | –             | 171            | 0,6            |
| –                 | dieBasis             | –             | –             | 372            | 1,4            |
| –                 | Klimaliste ST        | –             | –             | 13             | 0,0            |
| –                 | ÖDP                  | –             | –             | 8              | 0,0            |
| –                 | Die Humanisten       | –             | –             | 14             | 0,1            |
| –                 | Gesundheitsforschung | –             | –             | 118            | 0,4            |
| –                 | PIRATEN              | –             | –             | 77             | 0,3            |
| –                 | WiR2020              | –             | –             | 37             | 0,1            |

## Wahl 2016
Bei der Landtagswahl in Sachsen-Anhalt 2016 waren 48.161 Einwohner wahlberechtigt; die Wahlbeteiligung lag bei 58,9 %. Andreas Gehlmann gewann das Direktmandat für die AfD.
| Bewerber         | Partei            | Erststimmen in % | Zweitstimmen in % |
| ---------------- | ----------------- | ---------------- | ----------------- |
| André Schröder   | CDU               | 27,0             | 27,5              |
| Nadine Hampel    | SPD               | 11,9             | 9,7               |
| Sabine Künzel    | LINKE             | 18,1             | 17,3              |
| Nobert Jung      | GRÜNE             | 3,0              | 3,6               |
| Andreas Gehlmann | AFD               | 30,3             | 28,1              |
| Harald Oster     | FDP               | 3,7              | 3,8               |
| Gerald Neuschl   | Freie Wähler      | 3,1              | 2,1               |
| —                | NPD               | —                | 2,4               |
| —                | Die PARTEI        | —                | 0,4               |
| —                | Tierschutzpartei  | —                | 1,4               |
| —                | Tierschutzallianz | —                | 1,0               |
| —                | Die Rechte        | —                | 0,3               |
| Mike Bösel       | FBM               | 2,8              | 1,6               |
| —                | MG                | —                | 0,3               |
| —                | ALFA              | —                | 0,7               |

## Wahl 2011
Bei der Landtagswahl in Sachsen-Anhalt 2011 waren 43.390 Einwohner wahlberechtigt; die Wahlbeteiligung lag bei 49,2 %. André Schröder gewann das Direktmandat für die CDU.
| Bewerber          | Partei           | Erststimmen in % | Zweitstimmen in % |
| ----------------- | ---------------- | ---------------- | ----------------- |
| André Schröder    | CDU              | 33,4             | 30,5              |
| Holger Hüttel     | LINKE            | 24,9             | 25,5              |
| Nadine Hampel     | SPD              | 18,6             | 20,3              |
| Karsten Pille     | FDP              | 3,3              | 3,8               |
| Sebastian Lüdecke | GRÜNE            | 5,1              | 5,8               |
| Uwe Hummitzsch    | Freie Wähler     | 8,8              | 4,6               |
| —                 | KPD              | —                | 0,2               |
| —                 | MLPD             | —                | 0,2               |
| Judith Rothe      | NPD              | 6,0              | 6,5               |
| —                 | ödp              | —                | 0,1               |
| —                 | Tierschutzpartei | —                | 1,5               |
| —                 | PIRATEN          | —                | 0,8               |
| —                 | SPV              | —                | 0,3               |

## Wahl 2006
Bei der Landtagswahl in Sachsen-Anhalt 2006 traten folgende Kandidaten an:
| Name                              | Partei | Anteil der Erststimmen |
| --------------------------------- | ------ | ---------------------- |
| André Schröder                    | CDU    | 39,0 %                 |
| Iris Töpsch                       | LINKE  | 25,2 %                 |
| Nadine Hampel                     | SPD    | 22,3 %                 |
| Helmut Qual                       | FDP    | 9,0 %                  |
| Susan Sievers                     | GRÜNE  | 2,9 %                  |
| Gisela Jankowski                  | GUT    | 1,7 %                  |
| Wahlberechtigte: 52.490 Einwohner |        |                        |
| Wahlbeteiligung: 43,1 %           |        |                        |